# Barbara Broccoli

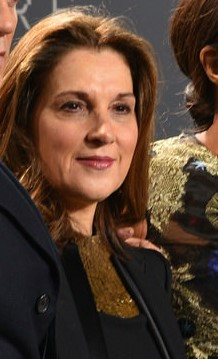
Barbara Broccoli bei einer Filmpremiere (2015)

Barbara Dana Broccoli CBE (* 18. Juni 1960 in Los Angeles, Kalifornien) ist eine US-amerikanische Filmproduzentin. Seit dem Tod ihres Vaters Albert R. Broccoli 1996 verantwortete sie bis 2025 die Produktion der James-Bond-Filmreihe.

## Leben
Broccoli ist die Tochter des bekannten James-Bond-Produzenten Albert R. Broccoli (1909–1996) und der Schauspielerin Dana Wilson Broccoli (geb. Natol). Nachdem sie das St. Vincent’s College in Los Angeles besucht hatte, absolvierte Broccoli ein Studium der Film- und Fernsehkommunikation an der Loyola Marymount University (Los Angeles) und begann ihre Arbeit anschließend in den Casting- und Produktionsabteilungen der Filmproduktionsgesellschaft Eon Productions.
Im Alter von 22 Jahren übernahm sie 1983 die Regieassistenz für den James-Bond-Film Octopussy und später für Im Angesicht des Todes. An den Produktionen Der Hauch des Todes (1987) und Lizenz zum Töten (1989) war sie bereits als Produktionsassistentin beteiligt. Der Tod ihres Vaters 1996 veranlasste sie dazu, dessen Werk weiterzuführen. Sie übernahm seit den Bond-Filmen mit Pierce Brosnan Mitte der 1990er Jahre zusammen mit ihrem Halbbruder Michael G. Wilson den Posten des Produzenten. Sie setzte unter anderem durch, dass die Rolle des M durch Judi Dench mit einer Frau besetzt wurde.
Im Februar 2025 wurde bekannt, dass Broccoli und Wilson die kreative Kontrolle über das James-Bond-Franchise an die Amazon MGM Studios abgeben. Beide gründeten gemeinsam mit Amazon MGM ein neues Joint Venture, das die Eigentumsrechte an James Bond hält und in dem Amazon die Entscheidungshoheit über die kreative Ausrichtung bekommt.
Abseits von Bond hat Broccoli ihre eigene Independent-Produktionsfirma Astoria Productions, mit der sie 1996 für den amerikanischen Pay-TV-Sender HBO den Fernsehfilm Crime of the Century unter der Regie von Mark Rydell produzierte. Dieser Film über die Entführung des 20 Monate alten Sohnes des Flugpioniers Charles Lindbergh wurde in der Kategorie Fernsehspielfilme oder -Miniserien für vier Golden Globe Awards nominiert. 2017 war sie an der Produktion von Film Stars Don’t Die in Liverpool beteiligt.
Sie ist Vorsitzende des „First Light“-Programmes, der Filmemacher-Initiative des britischen Film Councils. Des Weiteren ist sie zusammen mit Michael G. Wilson für die Musical-Version des Fleming-Kinderbuches Tschitti Tschitti Bäng Bäng verantwortlich, die in London und New York großen Anklang fand.
Im Jahr 2024 wurde ihr gemeinsam mit Wilson der Irving G. Thalberg Memorial Award der Academy of Motion Picture Arts and Sciences (AMPAS) zuerkannt, die jährlich die Oscars vergibt.
Barbara Broccoli war mit dem Film- und Theaterproduzenten Frederick Zollo verheiratet, mit dem sie eine gemeinsame Tochter hat und von dem sie sich scheiden ließ.

## Filmografie (Auswahl)
- 1995: James Bond 007 – GoldenEye (GoldenEye)
- 1997: James Bond 007 – Der Morgen stirbt nie (Tomorrow Never Dies)
- 1999: James Bond 007 – Die Welt ist nicht genug (The World Is Not Enough)
- 2002: James Bond 007 – Stirb an einem anderen Tag (Die Another Day)
- 2006: James Bond 007: Casino Royale (Casino Royale)
- 2008: James Bond 007: Ein Quantum Trost (Quantum of Solace)
- 2012: James Bond 007: Skyfall (Skyfall)
- 2015: James Bond 007: Spectre (Spectre)
- 2017: Film Stars Don’t Die in Liverpool
- 2020: The Rhythm Section – Zeit der Rache (The Rhythm Section)
- 2021: James Bond 007: Keine Zeit zu sterben (No Time to Die)
- 2022: Till – Kampf um die Wahrheit (Till)